# March 16-20, 1992
March 16-20, 1992 är den amerikanska alt-countrygruppen Uncle Tupelos tredje album, utgivet i augusti 1992. Titeln anspelar på de fem dagar som albumet spelades in under.
March 16-20, 1992 är det mest countryinfluerade av gruppens fyra album. Utöver eget material består det till nära hälften av covers på traditionella folksånger. Det producerades av R.E.M.-gitarristen Peter Buck. Buck hade sett gruppen under ett framträdande i Athens, Georgia och blivit så imponerad att han inte bara erbjöd sina tjänster gratis utan även lät bandet bo i hans hus under inspelningarna.
Liksom Uncle Tupelos övriga album släpptes albumet 2003 i en nyutgåva med sex tidigare outgivna spår.

## Låtlista
1. "Grindstone" (Jay Farrar) - 3:16
2. "Coalminers" (Trad.) - 2:33
3. "Wait Up" (Jeff Tweedy) - 2:09
4. "Criminals" (Jay Farrar) - 2:20
5. "Shaky Ground" (Jay Farrar) - 2:49
6. "Satan, Your Kingdom Must Come Down" (Trad.) - 1:53
7. "Black Eye" (Jeff Tweedy) - 2:19
8. "Moonshiner" (Trad.) - 4:23
9. "I Wish My Baby Was Born" (Trad.) - 1:39
10. "Atomic Power" (Ira Louvin/Charlie Louvin/Buddy Bain) - 1:51
11. "Lilli Schull" (Trad.) - 5:15
12. "Warfare" (Trad.) - 3:43
13. "Fatal Wound" (Jeff Tweedy) - 4:09
14. "Sandusky" (Jay Farrar/Jeff Tweedy) - 3:43
15. "Wipe The Clock" (Jay Farrar) - 2:36

Bonusspår på 2003 års nyutgåva
16. "Take My Word" (Jay Farrar/Jeff Tweedy/Mike Heidorn) - 2:03
17. "Grindstone" (Jay Farrar) - 3:75
18. "Atomic Power" (Ira Louvin/Charlie Louvin/Buddy Bain) - 1:35
19. "I Wanna Be Your Dog" (Dave Alexander/Ron Asheton/Scott Asheton/Iggy Pop) - 3:50
20. "Moonshiner" (Jay Farrar/Jeff Tweedy) - 5:05
21. "The Waltons Theme" (Jerry Goldsmith) - 1:13 (dolt spår)

## Medverkande
- Jay Farrar - bas, gitarr, munspel, sång
- Michael Heidorn - trummor, percussion
- Jeff Tweedy - bas, gitarr, sång
- David Barbe - bas
- Andy Carlson - fiol
- Brian Henneman - banjo, bouzouki, gitarr, mandolin, slide-gitarr
- Bill Holmes - dragspel
- Billy Holmes - dragspel
- John Keane - banjo, bas, gitarr, pedal steel guitar